# Commande d'attitude
 (mai 2025).
Si vous disposez d'ouvrages ou d'articles de référence ou si vous connaissez des sites web de qualité traitant du thème abordé ici, merci de compléter l'article en donnant les références utiles à sa vérifiabilité et en les liant à la section « Notes et références ».
La commande d’attitude (ou « contrôle d’attitude », locution calquée sur l’anglais attitude control) est soit l'action d'imposer l'attitude voulue à un engin aérospatial, soit le dispositif permettant cette action. Cette commande déclenche le processus d'ajustement de l'attitude (c'est-à-dire l’orientation dans l’espace) d’un aéronef, missile ou véhicule spatial (satellite artificiel, sonde spatiale, station spatiale ou lanceur). Cet ajustement est indispensable à l'accomplissement d'une mission. Même dans le vide spatial, un engin subit des perturbations (pression de radiation, gradient de gravité, effets inertiels ou interactions magnétiques) qui tendent à modifier son orientation. Pour compenser ces effets, le système de commande d'attitude comprend trois éléments clés : des capteurs (gyroscopes, capteurs stellaires, magnétomètres…) pour mesurer son orientation ; un algorithme de contrôle d’attitude pour comparer l’état mesuré à l'orientation souhaitée ; et des actionneurs (roues de réaction, propulseurs, magnétocoupleurs…) pour appliquer les corrections.
Les techniques de commande d'attitude varient en fonction de la mission et du milieu dans lequel évolue l’engin (atmosphère terrestre, orbite basse ou haute, espace interplanétaire, etc.). On distingue :  les méthodes passives, comme la stabilisation par rotation (spinnage) autour de l’axe principal, par gradient gravitationnel ou par magnétocoupleur ; et les méthodes actives, où l’attitude est commandée dynamiquement au moyen d'actionneurs (roues de réaction, propulseurs…).

## Définition
Le système de commande d’attitude (SCA) est l’ensemble des équipements et algorithmes opérant en boucle fermée à bord d’un engin aérospatial (aéronef, missile ou véhicule spatial). Il maintient ou corrige l’attitude de l’engin, c’est-à-dire son orientation dans l’espace autour de son centre de gravité (roulis, tangage, lacet). Cette orientation se définit par sa position angulaire et sa vitesse angulaire dans un référentiel inertiel, généralement céleste.
Dans le domaine spatial, la commande d’attitude se distingue conceptuellement de la commande d’orbite, qui vise à modifier ou à maintenir une orbite ou la trajectoire interplanétaire du véhicule. Néanmoins, ces deux fonctions sont étroitement liées et sont généralement intégrées au sein d’un système de commande d’attitude et d’orbite (SCAO), qui coordonne l’ensemble des dispositifs nécessaires à la navigation spatiale autonome.
Contrairement à l’attitude (mesurée par des capteurs embarqués), la restitution d’orbite repose traditionnellement sur des mesures effectuées par les stations terriennes ou par des systèmes satellitaires (GPS), bien que certaines missions utilisent une navigation optique autonome (repères stellaires ou planétaires).
Ce qui suit traite plus particulièrement des engins spatiaux (lanceur spatial, satellite, sonde spatiale).

## Objectifs
La commande d’attitude assure deux fonctions essentielles.

### Contribuer à la survie du véhicule spatial
Un véhicule spatial doit maintenir en permanence l'orientation de ses panneaux solaires vers le Soleil durant les phases d'éclairement pour recharger ses accumulateurs. Cette opération repose sur des capteurs solaires qui mesurent en temps réel la direction du Soleil par rapport au satellite. Si la tension des accumulateurs descend en dessous d'un seuil critique (typiquement 2,7 V par cellule pour les batteries Li-ion), ceux-ci subissent une décharge profonde irréversible qui prive l'engin de toute alimentation électrique.
Cette interruption entraîne simultanément :
- la perte de régulation thermique : les composants sensibles (notamment les accumulateurs, dont la plage opérationnelle se situe généralement entre −10 °C et +30 °C) subissent alors des dommages irréversibles ;
- la perturbation de l'équilibre thermique : l'orientation conditionne l'efficacité des radiateurs (recouverts de peinture blanche d'émissivité supérieure à 0,9), qui doivent impérativement rester à l'ombre pour évacuer la chaleur produite par l'électronique de bord.

Pour les manœuvres orbitales, le système de commande d'attitude et d'orbite (SCAO) doit :
- orienter précisément (à 0,1° de précision au plus) la poussée des moteurs selon le vecteur souhaité ;
- compenser en temps réel tout déséquilibre de poussée.

Enfin, la protection des instruments sensibles (comme les télescopes) exige le respect strict d'angles d'exclusion solaire (par exemple 50° pour Hubble) pour éviter toute exposition accidentelle aux rayonnements directs.

### Permettre l'accomplissement des objectifs de mission
Une grande majorité des engins spatiaux (satellites de télécommunications, sondes interplanétaires, satellites d’observation de la Terre, satellites militaires, télescopes spatiaux, etc.) doivent pouvoir pointer leur charge utile — antenne, télescope ou tout autre instrument d’observation — avec une grande précision vers une cible définie.
À titre d’exemple, un satellite de télécommunications placé en orbite géostationnaire, soit à environ 36 000 km d’altitude, encourt une erreur de pointage au sol de 63 km pour un écart d’orientation de seulement 0,1°. La précision du système de commande d’attitude est donc décisive pour la qualité du service rendu.

## Forces perturbant l'attitude d'un engin spatial
Il est nécessaire de réguler en permanence l'attitude d'un engin spatial, car même dans l'espace interplanétaire loin de toute planète, celui-ci subit des perturbations qui modifient son orientation. L'importance de ces perturbations dépend, dans certains cas, du type d'orbite de l'engin spatial, :
- le gradient gravitationnel (ou couple de gradient de gravité) décrit la force légèrement plus intense exercée sur la partie de l'engin la plus proche de la planète que sur la partie éloignée. Cette différence crée un couple perturbateur qui tend à aligner l'axe principal du satellite selon la verticale locale ;
- le champ magnétique ambiant, en particulier le champ magnétique terrestre, interagit avec les matériaux ferromagnétiques ou les boucles de courant présentes dans le satellite. Ces interactions peuvent générer des couples perturbateurs non négligeables ;
- la traînée atmosphérique, dans le cas des satellites en orbite terrestre basse, résulte de la présence résiduelle d’une atmosphère ténue. Elle exerce une force asymétrique sur l’engin, surtout si sa géométrie n’est pas parfaitement symétrique par rapport à son axe de déplacement. Cela produit un couple de perturbation ;
- la pression de radiation solaire, c’est-à-dire la poussée exercée par les photons issus du rayonnement solaire, induit une force dont l’incidence sur l’engin dépend de sa forme et de son orientation. Cette force agit souvent de manière dissymétrique par rapport au centre de gravité ;
- le rayonnement radiofréquence des satellites de télécommunications peut produire un couple perturbateur significatif ;
- les asymétries de poussée, lorsque des propulseurs sont mis en action, produisent des couples indésirables si la distribution de poussée n’est pas équilibrée ;
- l'attitude d'un engin spatial est également perturbée par des mouvements internes : déploiement des panneaux solaires ou d'antennes, ballotement des ergols dans les réservoirs, mouvement du miroir de la caméra d'un satellite d'observation de la Terre, déplacements de l’équipage à bord d’un vaisseau habité, etc.

| Type de perturbation                                             | Satellite en orbite géostationnaire | Satellite en orbite terrestre basse |
| ---------------------------------------------------------------- | ----------------------------------- | ----------------------------------- |
| Irrégularité du champ de gravité                                 | Négligeable                         | 10-3Nm                              |
| Pression aérodynamique                                           | Négligeable                         | 10-4Nm                              |
| Couple magnétique                                                | 10-6Nm                              | 10-3Nm                              |
| Pression de radiation solaire                                    | 10-6 à 10-4Nm                       | 10-4Nm                              |
| Couple radio-fréquence                                           | 10-6Nm                              | N/A                                 |
| Mauvais alignement des tuyères (manœuvre de contrôle d'orbite)   | 10-2 à 10-1Nm                       | N/A                                 |
| Mauvais alignement du moteur d'apogée (manœuvre de mise à poste) | Quelques Nm                         | N/A                                 |
| Déplacement d'équipements                                        | 10-2Nm                              | 10-1Nm à quelques Nm                |

## Méthodes de commande d’attitude des engins spatiaux
Il existe deux grandes catégories de méthodes de commande d'attitude des engins spatiaux : la commande passive, plus simple mais limitée, et la commande active, qui domine dans les missions exigeant une précision élevée.

### Commande d’attitude passive
La commande passive présente plusieurs avantages : robustesse, simplicité, coût réduit et absence de consommation électrique. En contrepartie, elle offre une précision de pointage restreinte (typiquement 0,5° à 5°) et ne convient pas à tous les profils de mission. C'est pourquoi la majorité des satellites de moyenne ou grande taille recourent à une commande active.
Deux méthodes principales de stabilisation passive sont utilisées :
- la stabilisation par gradient de gravité exploite l’asymétrie de l’engin spatial et le fait que l’intensité du champ gravitationnel décroît avec l’altitude. Ce déséquilibre de force entre les extrémités de l’engin tend à l’aligner selon l’axe radial (du centre de la Terre vers le satellite), ce qui crée un couple naturel stabilisant[7] ;
- la stabilisation par giration consiste à faire tourner l’engin spatial autour d’un de ses axes, en général celui de plus grande inertie. Ce mouvement de rotation induit un effet de stabilisation gyroscopique qui maintient l’orientation de l’axe de spin. Cette technique est utile pour balayer rapidement une bande à la surface terrestre (ex. : satellites météorologiques comme TIROS), pour l'analyse spatiale multidirectionnelle (ex. : satellites scientifiques analysant le plasma de l’ionosphère) ou encore pour certaines missions d'astronomie (ex. : missions Planck)[8].

### Commande d’attitude active
La commande active permet de maîtriser l’orientation d’un engin spatial en réponse à des besoins de pointage très précis (jusqu'à 0,001°), de reconfiguration rapide ou de compensation de perturbations dynamiques. Deux principales architectures sont mises en œuvre : 
- la stabilisation sur trois axes actifs. Celle-ci utilise un actionneur par axe contrôlé de l'engin spatial. Les actionneurs peuvent être des roues de réaction, des actionneurs gyroscopiques .La plupart des satellites d'observation et des sondes spatiales utilisent ce type de méthode[9]. Sur les véhicules évoluant en basse orbite, les magnéto-coupleurs peuvent être utilisés lorsque les autres actionneurs sont indisponibles[10] ;
- le système à moment cinétique embarqué. L'engin spatial embarque une seule roue montée sur l'axe tangage du satellite. Celle-ci est maintenue à vitesse constante pour fournir une raideur gyroscopique sur deux axes comme si le satellite était spinné. Cette méthode est utilisée par certains satellites de télécommunications en orbite géostationnaire avec un moment cinétique embarqué sur l'axe nord/sud[11].

Il existe également des véhicules dits "dual-spin" qui combinent les deux techniques : ils comprennent un sous ensemble stabilisé sur les trois axes et un deuxième sous-ensemble stabilisé par rotation. C'était par exemple le cas de la sonde spatiale Galileo dont la plateforme était stabilisée par rotation, tandis que les instruments de télédétection (caméras, spectromètres...) étaient stabilisés pour pouvoir être pointés vers les corps célestes survolés.

## Architecture d'un système de commande d'attitude et d'orbite

### Vue d'ensemble
À bord d'un engin spatial, la maîtrise de l'attitude est prise en charge par le  système de commande d'attitude et d'orbite. Celui-ci comprend trois sous-ensembles :
- les capteurs : leur rôle est de mesurer l'attitude (et parfois la position) du véhicule spatial ;
- les actionneurs : leur rôle est de modifier l'attitude et la position du véhicule spatial ;
- le logiciel du  système de commande d'attitude : il est chargé d'estimer l'attitude (et éventuellement la position) à partir des mesures des capteurs, d'estimer les corrections à apporter compte tenu des objectifs de la mission et de commander les actionneurs pour corriger l'attitude.

### Capteurs

#### Capteurs optiques
Les capteurs optiques sont systématiquement utilisés à plusieurs exemplaires. En effet un seul point sur la sphère céleste (étoile, Soleil) n'est pas suffisant pour définir l'attitude d'un véhicule spatial. En effet, un point sur la sphère céleste est défini par son ascension droite et sa déclinaison, alors qu'il faut trois angles indépendants (précession, nutation, rotation propre) pour définir de manière unique l'attitude d'un véhicule spatial.

##### Capteur solaire

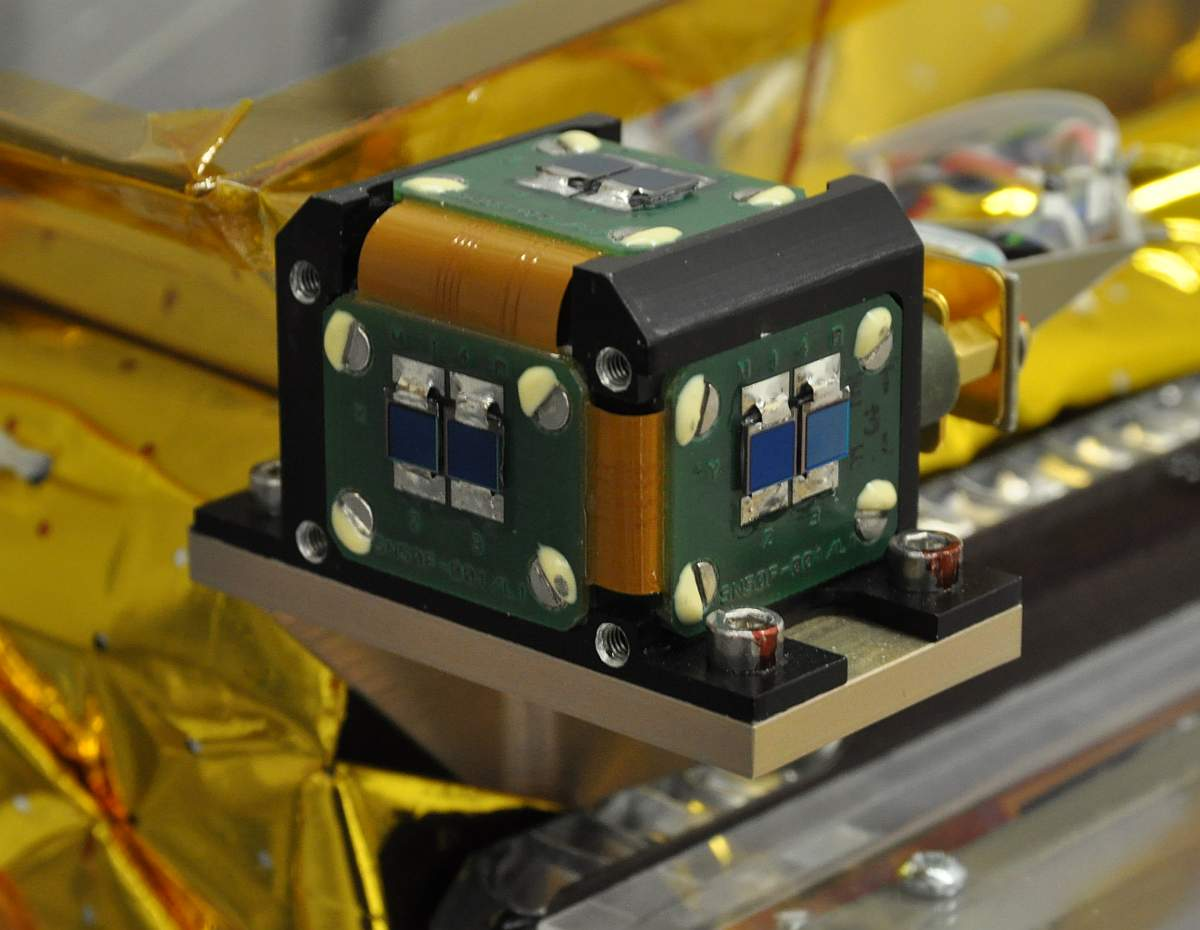
Capteur solaire non-linéaire du satellite TET-1.

Le capteur solaire utilise comme référence le Soleil pour déterminer (partiellement) l'attitude de l'engin spatial. Avec son diamètre d'un demi-degré depuis la Terre, sa forte luminosité et sa position parfaitement connue, le Soleil est une référence d'attitude simple à exploiter qui est la plus couramment utilisée par les engins spatiaux. Elle est en particulier utilisée pour obtenir une première mesure grossière de l'attitude et orienter l'engin spatial  immédiatement après le largage par son lanceur ou à la suite d'une perte de maîtrise de l'orientation (passage en mode survie). On distingue[style à revoir] d'une part les capteurs analogiques (grossiers) rudimentaires et légers qui fournissent une attitude peu précise ou qui se contentent d'indiquer la présence du Soleil dans le champ de vue et d'autre part les capteurs digitaux qui permettent d'atteindre une précision de 0,5 degré. 
Le capteur solaire comprend un baffle (fente, fenêtre,..) et, à une certaine distance de celui-ci, un détecteur constitué soit de plusieurs cellules solaires au silicium qui mesurent l'énergie reçue (capteurs analogiques) soit de photodétecteurs (barrette ou matrice) à transfert de charges (capteurs digitaux). La direction du Soleil est déterminée en mesurant l'intensité du flux lumineux qui dépend de l'angle d'incidence du rayonnement lumineux. Un senseur analogique très simple à fente comprenant deux cellules solaires permet de déterminer la position du Soleil avec une précision de 0,5° avec un champ de vue de 20°. Les capteurs numériques peuvent atteindre une précision 0,01°,.

##### Capteur d'horizon de Terre

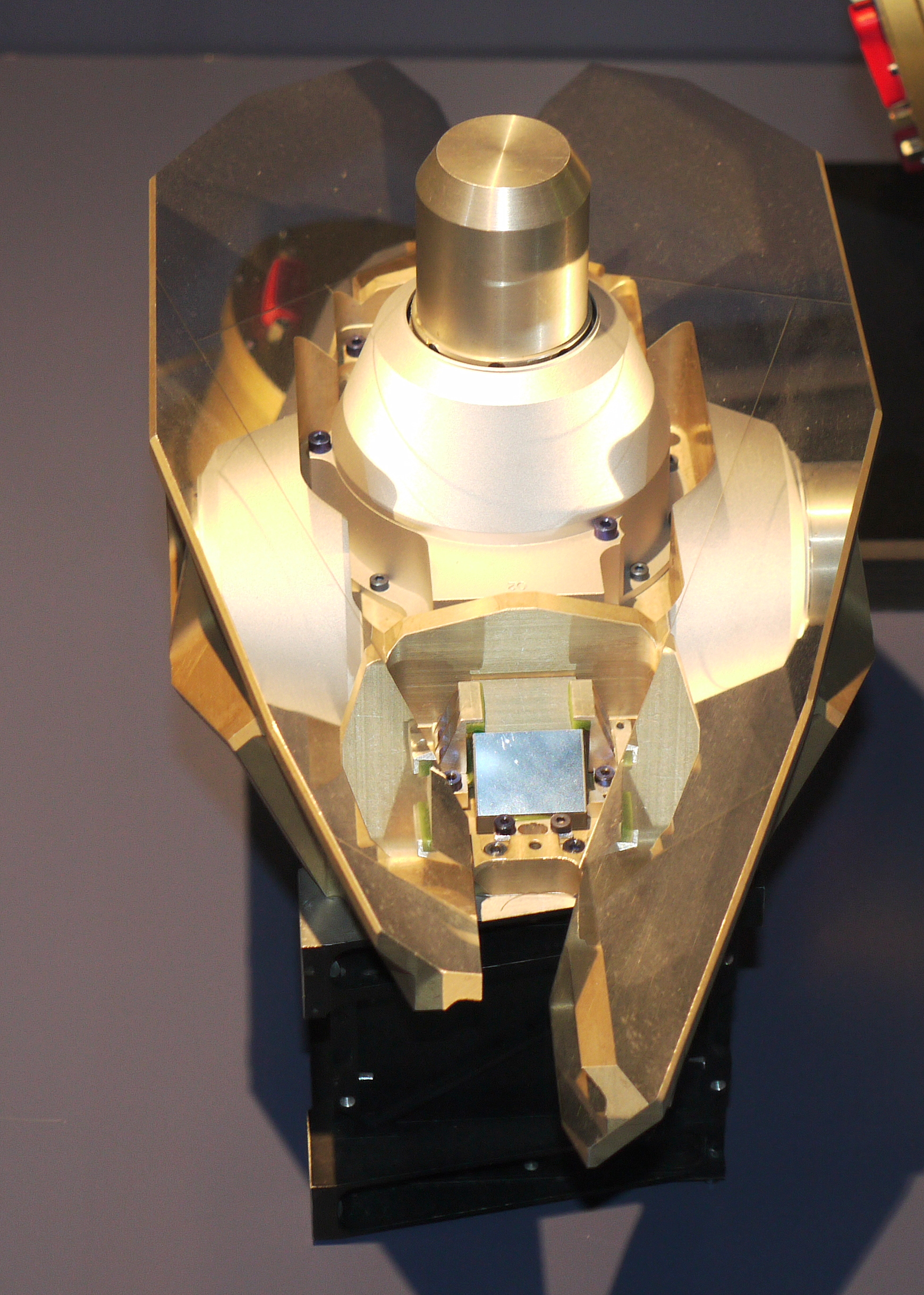
Tête optique d'un capteur d'horizon de Terre.

Le capteur d'horizon de Terre est utilisé par les engins spatiaux en orbite autour de la Terre. Il permet de déterminer l'attitude de l'engin spatial dans le référentiel terrestre (dont les trois axes sont liés au globe terrestre) en tangage et en roulis mais ne peut mesurer les mouvements de lacet (autour de l'axe perpendiculaire à la surface de la Terre). Ce capteur détermine le contour de la Terre (l'horizon terrestre). Pour y parvenir il mesure l'intensité du rayonnement rayonnement solaire renvoyé par l'atmosphère terrestre sous forme de chaleur (infrarouge). Généralement c'est la bande spectrale 14 à 16 micromètres qui est observée ce capteur. Celle-ci caractérise la bande d'absorption du dioxyde de carbone (CO2) présent dans l'atmosphère. Ce capteur peut être utilisé aussi bien en orbite basse qu'en orbite géostationnaire terrestre. La précision de la mesure est limitée par l'épaisseur de la couche de CO2 dont le centre peut varier d'environ 20 kilomètres. Les technologiques qui étaient utilisées à la fin des années 1990 permettaient d'obtenir une précision de 0,07 degré en orbite basse (capteur à balayage) et en orbite géostationnaire de 0,025 degré (capteur à balayage), 0,1° (capteur oscillant) et 0,04° (capteur statique),. Ce type de capteur est aussi adapté pour les véhicules orbitant autour d'astres autres que la Terre.

##### Capteur stellaire

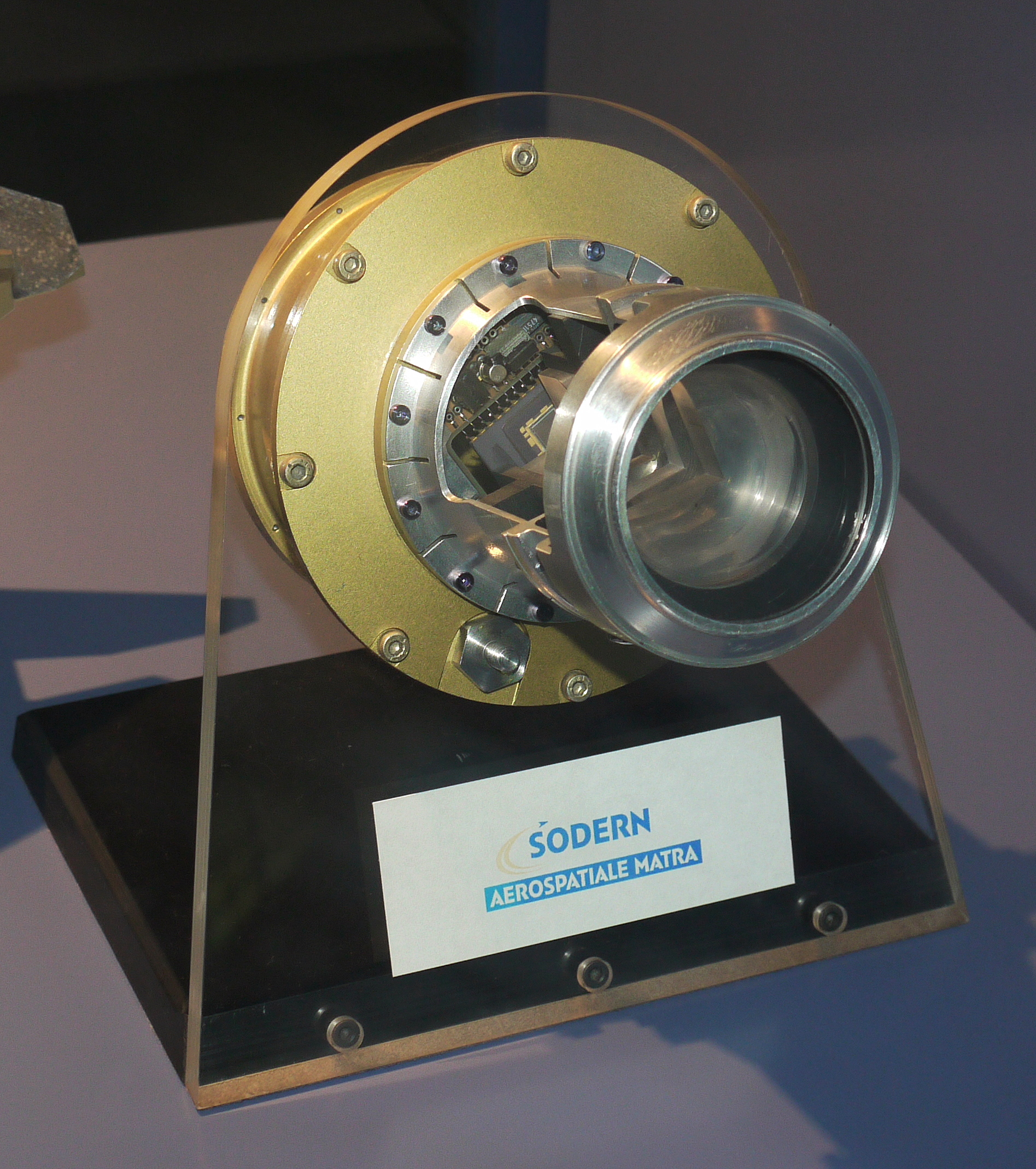
Tête optique d'un viseur d'étoiles.

Le capteur stellaire ou viseur stellaire ou viseur d'étoiles est le capteur optique qui permet d'obtenir la plus grande précision. Il comprend une caméra qui prend des images d'une zone du ciel à l'aide d'un détecteur de type dispositif à transfert de charge (CCD). Un logiciel analyse le champ d'étoile imagé et, en le rapprochant d'un catalogue recensant la position des étoiles les plus lumineuses, détermine l'attitude du véhicule spatial. La précision obtenue est excellente, car les étoiles constituent des sources lumineuses ponctuelles (contrairement au Soleil et à la Terre) et leur position  est connue avec une incertitude inférieure à la seconde d'arc. Plusieurs modes de fonctionnement sont possibles. En mode acquisition, afin de limiter le temps de traitement, seule un sous-ensemble de l'image réduit à quelques dizaines de pixels (fenêtre d'acquisition) est explorée par le logiciel pour rechercher l'étoile retenue pour effectuer la mesure. Cette fenêtre est déterminée par le système de commande d'attitude à partir des autres capteurs ou déduite par reconnaissance du motif formé par les étoiles visibles dans le capteur par rapprochement avec un catalogue des étoiles en mémoire. 
En mode poursuite, après que l'étoile ait été détectée en mode acquisition, un processus itératif suit sa position en recherchant les pixels les plus brillants. Pour permettre une fréquence de suivie rapprochée, seule une fraction de l'image capturée est analysée (la fenêtre de poursuite). Dans ce mode les capteurs les plus élaborés permettent de suivre plusieurs étoiles en parallèle. Pour les télescopes spatiaux, on utilise souvent l'instrument lui-même comme capteur stellaire. En effet, la résolution d'une caméra étant, du fait de la diffraction (il n'y a pas de turbulences atmosphériques dans l'espace), essentiellement liée au diamètre du dispositif optique qui collecte la lumière (miroir ou lentille primaire), l'utilisation de l'instrument principal comme capteur d'attitude permet d'atteindre une précision inférieure à la seconde d'arc, souvent nécessaire aux observations,.

#### Capteurs inertiels

##### Gyromètre

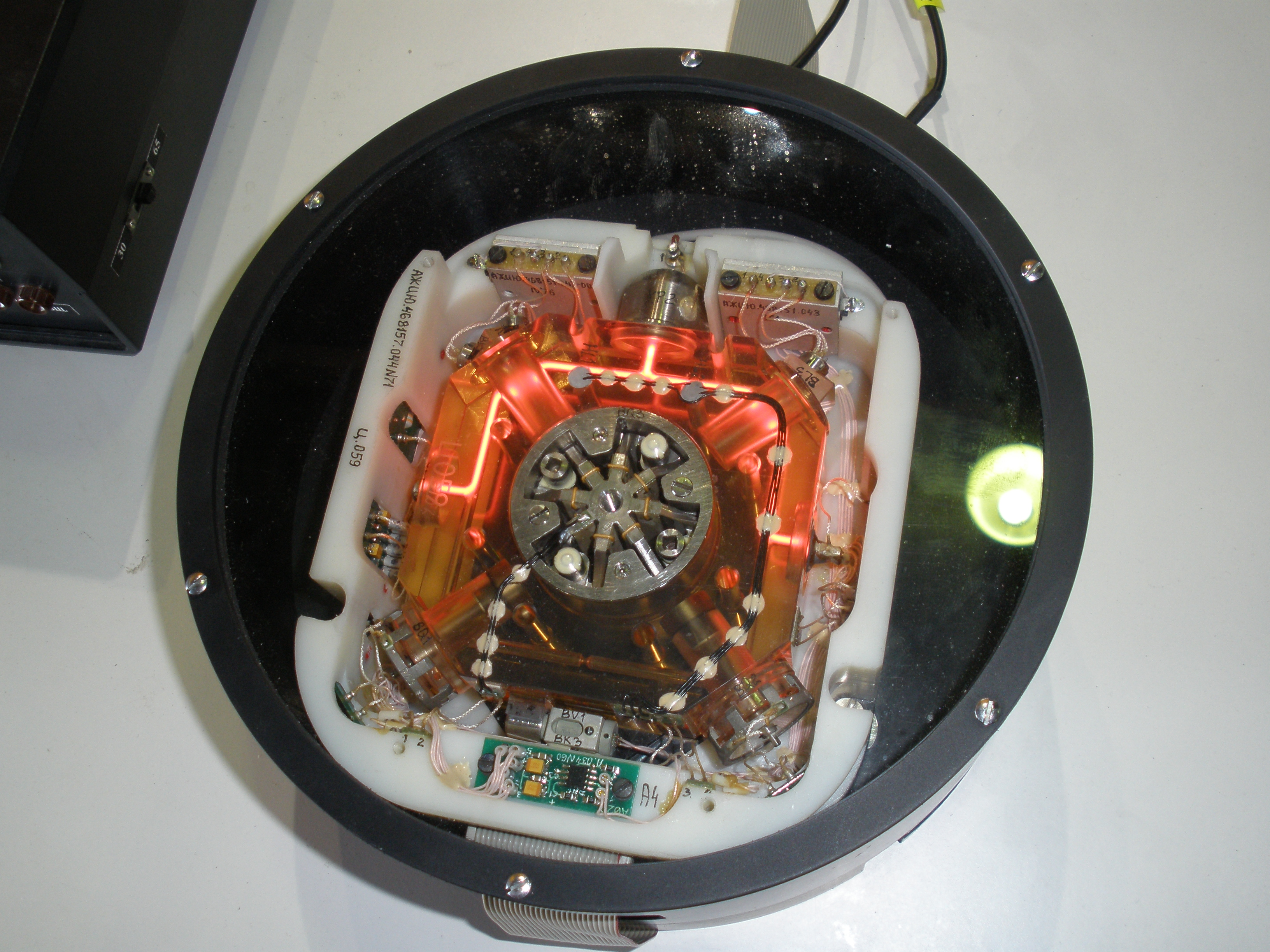
Gyrolaser.

Les mesures effectuées par les capteurs cités fournissent des informations sur la position angulaire et la vitesse angulaire autour des trois axes qui peuvent être espacées pour différentes raisons (étoiles masquées par la Terre...) de plusieurs minutes. Pour disposer d'informations d'attitude actualisées l'engin spatial utilise des gyromètres qui fournissent les composantes du vecteur vitesse de rotation dans un référentiel inertiel (par rapport aux étoiles) suivant le ou les axes du gyromètre. En partant de la dernière position angulaire connue et en cumulant les informations sur la vitesse angulaire fournies par les gyromètres, le sous-système de commande d'attitude détermine la nouvelle position angulaire. Toutefois, la précision des mesures fournies par le gyromètre se dégrade avec le temps à une vitesse qui dépend de la technologie employée. Il doit donc être périodiquement recalé à l'aide de données fournies par des capteurs fournissant une position réelle : capteurs solaires, senseurs d'horizon terrestre ou viseurs d'étoiles.
Le gyromètre mécanique exploite le fait que le vecteur du moment angulaire d'un corps en rotation reste constant si aucune force y est appliquée : en suspendant une masse en rotation dans plusieurs cardans emboités, on peut mesurer la rotation de l'engin spatial par rapport au gyromètre qui lui reste fixe dans le référentiel inertiel. La précision de ce type de capteur est très élevée, mais il est pénalisé par sa masse, la rapidité avec laquelle sa précision se dégrade (il est difficile d'éliminer complètement les frottements) et le taux de défaillance (mécaniques en mouvement). Dès les années 1960, d'autres types de gyromètres sont étudiés puis mis au point. Le gyrolaser mesure le délai généré par la rotation de l'engin spatial entre le temps de parcours de deux faisceaux laser envoyé dans des directions opposées. Plus léger, il supprime la plupart des pièces mécaniques en mouvement, mais il est couteux à produire. Des variantes comme le gyrolaser à fibre optique (qui fait circuler le rayon laser dans une fibre optique) ou le gyromètre résonnant ont été mises au point.

#### Autres capteurs

##### Magnétomètre
Le magnétomètre à induction (ou fluxmètre) est un instrument qui mesure la variation, dans le temps, du flux du champ magnétique à travers une surface fixe par rapport au véhicule spatial. Il est principalement utilisé sur les véhicules spatiaux en rotation en orbite terrestre basse.
Le magnétomètre fluxgate est un instrument qui mesure la projection du champ magnétique au voisinage du véhicule spatial sur un axe. À l'aide de la carte du champ magnétique terrestre et de trois magnétomètres (en théorie, deux suffisent, si on connaît précisément le module du champ magnétique terrestre au point et à l'instant considéré), connaissant la position sur orbite, on peut obtenir une information (incomplète) sur l'attitude du véhicule spatial. Ces instruments sont sensibles aux perturbations électromagnétiques générées par les équipements des véhicules spatiaux (en particulier les actionneurs à couple magnétique) et ils sont donc souvent éloignés des dispositifs perturbateurs (par exemple en les plaçant à l'extrémité d'une perche fixée au corps du véhicule spatial). Les magnétomètres dans les SCAO peuvent aussi être utilisés pour déterminer précisément le champ magnétique terrestre afin de calculer la commande sur des actionneurs à couple magnétique (magnéto-coupleurs). L'intensité du champ magnétique décroissant rapidement avec l'altitude, l'usage de magnétomètres pour la détermination de l'attitude est réservé aux satellites en orbite terrestre basse.

##### Récepteur GPS
Les satellites en orbite terrestre basse peuvent utiliser les informations des systèmes de positionnement par satellites (GPS, GLONASS, EGNOS...) pour déterminer leur position.

##### Interféromètre radio
La mesure par interférométrie du déphasage entre les signaux de plusieurs récepteurs (antennes disposées sur le véhicule spatial) écoutant une onde radio (émise par exemple par un satellite GPS), permet d'obtenir des informations sur l'attitude du véhicule spatial, si la direction incidente est connue dans un repère de référence.

#### Synthèse
| Capteur                  | Précision (degrés) | Avantages/inconvénient                                 | Domaines d'application    |
| ------------------------ | ------------------ | ------------------------------------------------------ | ------------------------- |
| Capteur solaire          | 0,01 à 0,1         | Simple, fiable, bon marché                             | Utilisation intermittente |
| Capteur horizon de Terre | 0,02 à 0,03        | Couteux, peu performant, mesure approximative du lacet | Orbite basse              |
| Magnétomètre             | 1                  | Peu couteux, couverture permanente                     | Orbite terrestre basse    |
| Viseur d'étoiles         | 0,001              | Couteux, lourd, complexe, précision élevée             |                           |
| Gyroscope                | 0,01 / heure       | Fournit la meilleure référence à court terme, couteux  |                           |

### Actionneurs
Un engin spatial peut utiliser différents types d'actionneurs pour corriger son orientation lorsque les capteurs indiquent que celle-ci n'est pas conforme. Le choix des actionneurs installés et mis en œuvre dépend de plusieurs facteurs tels que l'orbite et les exigences de la mission spatiale.

#### Principe d'action et de réaction
Pour faire tourner le satellite autour d'un axe, le principe d'action-réaction est utilisé, sous deux formes possibles.
- Action-réaction interne au satellite :
  - équipement : roue de réaction ;
  - principe : un moteur électrique, rigidement lié à un axe satellite, exerce un couple afin de mettre en rotation la roue autour de cet axe ;
  - action : couple exercé par le satellite sur le moteur, qui provoque une rotation de la roue ;
  - réaction : couple opposé exercé par la roue sur le satellite, qui met en rotation le satellite sur le même axe mais dans un sens opposé ;
  - conséquence : conservation du moment cinétique total du satellite.

Un autre système, appelé actionneur gyroscopique, entre également dans la classification d'action-réaction interne au satellite. Son principe, plus complexe, s'appuie sur l'effet gyroscopique. Il a notamment l'avantage d'être plus dynamique et par là de conférer une agilité supérieure au satellite.
- Action-réaction avec l'extérieur du satellite :
  - équipement : tuyères ;
  - principe : le même que celui d'un avion à réaction : des particules sont éjectées de tuyères suivant une direction donnée ;
  - action : force exercée par le satellite sur les particules éjectées ;
  - réaction : force opposée exercée par les particules sur le satellite suivant un axe qui ne passe pas par le centre de gravité du satellite : effet de bras de levier qui résulte en une rotation du satellite sur lui-même ;
  - conséquence : variation du moment cinétique total du satellite du fait de l'action d'un couple externe.

On peut aussi citer les magnéto-coupleurs, qui utilisent le champ magnétique terrestre pour appliquer un couple externe au satellite et modifier ainsi le moment cinétique global du satellite.

#### Propulseurs de type RCS
Les systèmes de commande par réaction (RCS) ou systèmes de pilotage par jets de gaz sont des propulseurs de faible poussée (fraction de newton à quelques newtons) allumés brièvement pour exercer une force faisant pivoter l'engin spatial par réaction. Pour pouvoir agir avec efficacité dans les trois axes, ils sont regroupés en grappes de propulseurs pointant dans trois directions perpendiculaires les unes des autres. Ces grappes sont généralement placées de manière à exercer le couple le plus important. Ces propulseurs peuvent être chimiques (moteur-fusée à ergols liquides), ioniques ou utiliser des gaz froids (engins spatiaux de petite taille comme les CubeSats). Le principal inconvénient des RCS est qu'ils consomment des ergols et que, donc, leur fonctionnement est limité par la masse des consommables emporté. Ils peuvent être utilisés également pour effectuer des corrections d'orbite ou de trajectoire interplanétaire.

#### Roue de réaction

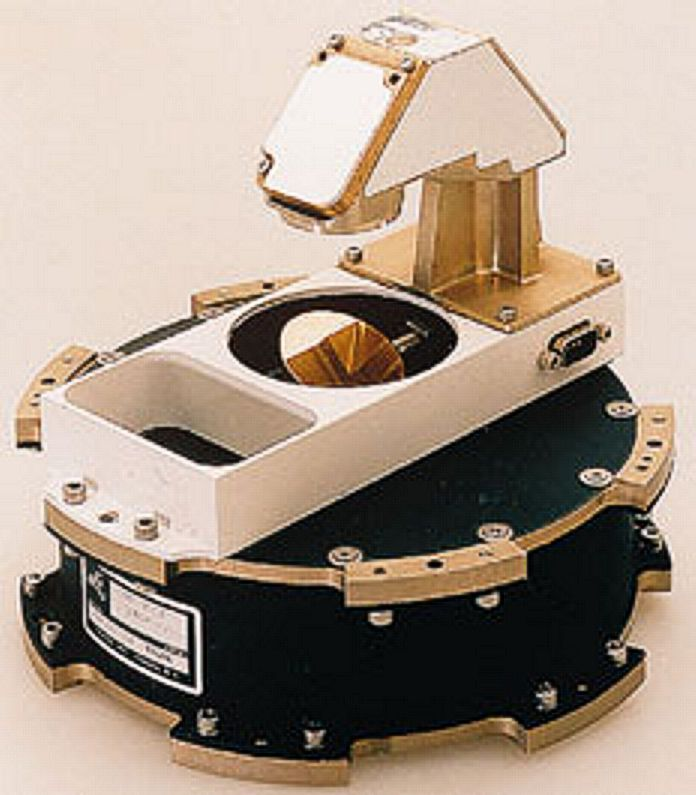
Roue de réaction couplée avec un capteur de Soleil permettant de contrôler l'orientation du satellite par rapport au Soleil.

Une roue de réaction est un dispositif comprenant un et un volant d'inertie tournant à grande vitesse sous l'impulsion d'un moteur électrique. Le moteur électrique est utilisé pour faire varier à la demande la vitesse du volant d'inertie. Lorsque celle-ci est modifiée, l'engin spatial tourne dans le sens opposé au sens de rotation du moteur, de manière proportionnelle par conservation du moment angulaire.
Un engin spatial emporte généralement trois roues de réaction dont les axes sont perpendiculaires les uns aux autres, pour réorienter l'engin spatial dans n'importe quelle direction. Des roues supplémentaires sont souvent ajoutées pour suppléer à la défaillance de l'une d'entre elles.
À la longue, une roue de réaction finit par saturer c'est-à-dire que les différentes corrections effectuées finissent par lui faire atteindre une vitesse de rotation soit trop basse, soit trop élevée. Il faut alors « désaturer » la roue de réaction, c'est-à-dire augmenter ou réduire la vitesse de rotation sans pour autant changer l'orientation de l'engin spatial. Ce peut être réalisé à l'aide d'un système de propulsion conçu pour cet usage ou, si l'engin spatial se trouve sur une orbite suffisamment basse autour d'une planète dotée d'un champ magnétique, à l'aide de magnéto-coupleurs,.
Les roues de réaction sont le principal substitut à l'utilisation de propulseurs pour commander l'orientation d'un engin spatial. Elles permettent de réduire fortement la quantité d'ergols emportés, car le moteur électrique est alimenté par l'énergie fournie par les panneaux solaires (il en faut néanmoins un minimum pour les désaturer périodiquement), ce qui permet d'augmenter la proportion de la masse consacrée à la charge utile. Elles permettent des mouvements de rotation rapide, une exigence fréquente pour les satellites d'observation de la Terre ou les sondes spatiales survolant d'autres planètes. En contrepartie, la roue de réaction est un mécanisme en mouvement sujet à l'usure et l'arrêt prématuré des missions spatiales de longue durée est souvent lié à la défaillance de ce type d'équipement.

#### Actionneur gyroscopique

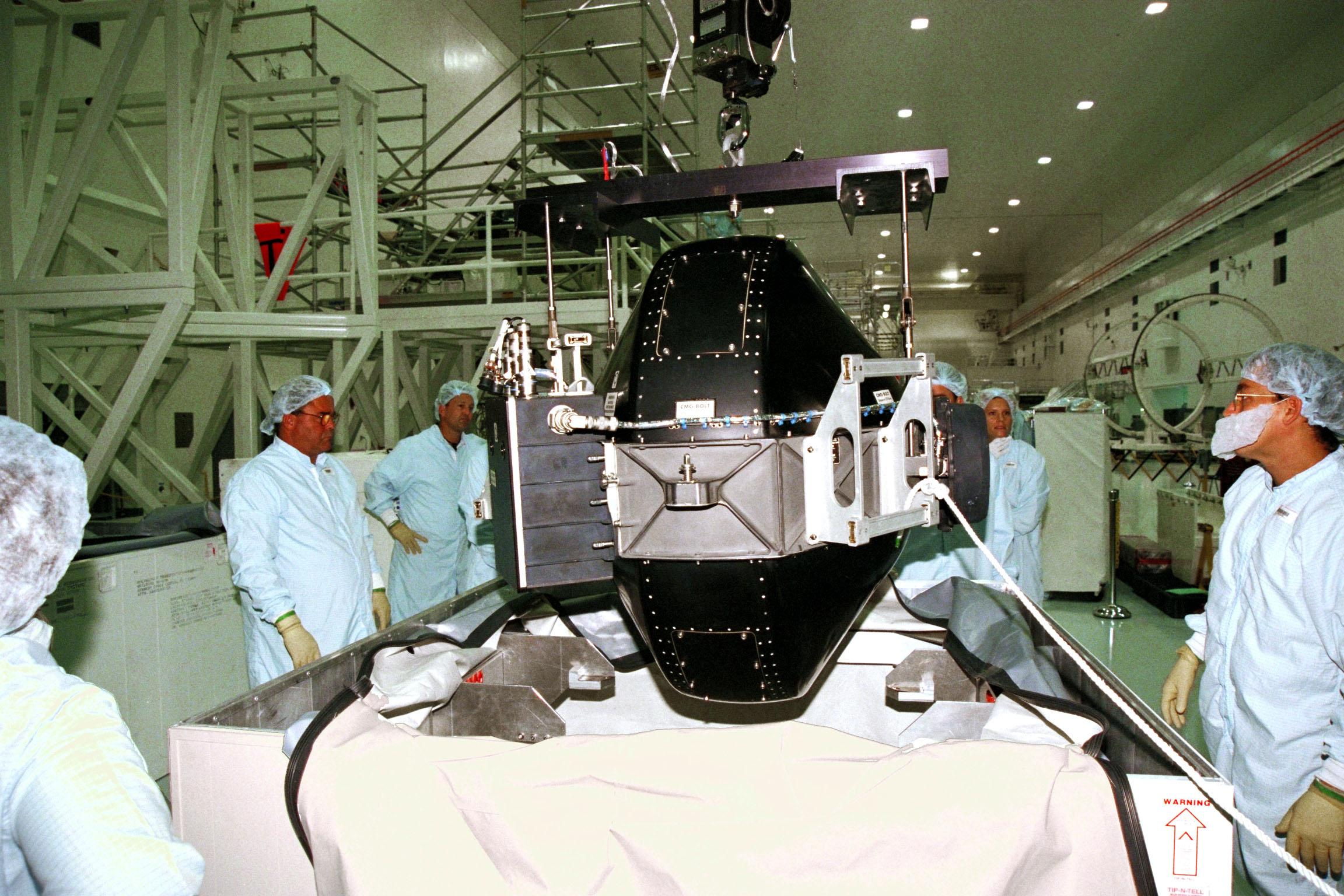
Un des actionneurs gyroscopiques de la Station spatiale internationale.

Les couples exercées par les roues de réaction ont une valeur limitée. Lorsque l'engin spatial a une inertie importante (stations spatiales), il est nécessaire de créer des couples plus importants. Ces engins embarquent des actionneurs gyroscopiques capables de développer des couples de plusieurs centaines de newtons-mètres, soit cent fois plus qu'une roue de réaction. Une actionneur gyroscopique  est constitué d'une roue de masse élevée formant un volant d'inertie tournant à vitesse constante. Pour modifier l'orientation de l'engin spatial, l'axe de rotation de l'actionneur gyroscopique est incliné à l'aide de moteurs électriques. Aucune force externe au satellite n'intervient et le moment cinétique de l'ensemble « CMG + satellite » est conservé : la rotation du CMG entraine donc celle de l'engin spatial en sens inverse. En utilisant trois CMG, on peut commander l'orientation d'un engin spatial dans les trois dimensions.

#### Magnéto-coupleur

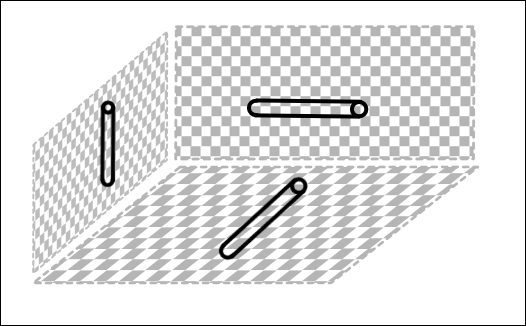
Configuration d'un magnéto-coupleur à trois bobines.

Le magnéto-coupleur utilise le champ magnétique ambiant du milieu dans lequel évolue le satellite, par exemple celui de la Terre, pour générer un  couple. Il est constitué d’aimants électromagnétiques ou bobines qui sont combinés pour créer un champ magnétique asymétrique tournant. Le champ magnétique produit est commandé en faisant varier l’alimentation des électroaimants en courant électrique. L’interaction entre le champ magnétique ambiant (par exemple, celui produit par la magnétosphère terrestre) et celui produit par les électroaimants crée un couple qui fait pivoter l'engin spatial. Généralement, trois électroaimants sont installés perpendiculairement les uns par rapport aux autres pour permettre la commande de l'engin spatial dans les trois axes. Mais ce nombre peut être réduit lorsque d'autres dispositifs prennent en charge la stabilisation sur certains axes.
Les magnéto-coupleurs sont des dispositifs simples et légers qui ne dépendent pas de la quantité d'ergols emportés puisqu'ils sont alimentés par l'énergie solaire fournie par les panneaux solaires. Mais ils ne sont efficaces qu'en présence d'un champ magnétique local suffisamment puissant, ce qui exclut leur utilisation lorsque l'engin spatial circule sur une orbite terrestre moyenne ou haute, ainsi que lorsqu'il se trouve en orbite autour d'une planète/lune dépourvu d'un champ magnétique significatif (Lune, Mars, Mercure...). Leur action peut également perturber le fonctionnement d'instruments de mesure embarqués.

#### Synthèse
| Capteur                               | Précision (degrés) | Avantages/inconvénient                               | Domaines d'application                       |
| ------------------------------------- | ------------------ | ---------------------------------------------------- | -------------------------------------------- |
| Stabilisation par giration            | 0,1                | Passif, simple, coût réduit                          | Contraintes pour la charge utile             |
| Stabilisation par gradient de gravité | 1 à 3              | Passif, simple, coût réduit, peu précis              | Orbite basse, adapté qu'à certaines missions |
| RCS                                   | 0,1                | Rapide, efficace, coûteux, dépendant de consommables |                                              |
| Magnéto-coupleur                      | 1 à 2              | Lent, léger, faible coût                             | Orbite terrestre basse                       |
| Roue de réaction                      | 0,01               | Rapide, couteux, précision élevée                    |                                              |
| Actionneur gyroscopique               | 0,1                | Efficace, rapide, coûteux, lourd                     |                                              |

### Système de commande d'attitude
Le système de commande d'attitude (SCA) est le sous-système qui commande l'orientation de l'engin spatial et les éléments amovibles (panneaux solaires, plateforme d'instruments...) en s'appuyant sur les données fournies par les capteurs et en mettant en œuvre les actionneurs :
- des panneaux solaires ;
- des instruments : cela comprend les antennes, la charge utile, les instruments du système de commande d'attitude lui-même ; en particulier, il assure la survie des instruments en tenant garde à ce qu'aucun instrument ne pointe une direction qui pourrait le détruire du fait de sa forte sensibilité (généralement la Lune, la Terre et surtout le Soleil pour les satellites en orbite terrestre) ;
- des tuyères : lors des manœuvres de commande d'orbite, il est absolument nécessaire d'orienter convenablement le système propulsif ;
- du sous-système de régulation thermique.

La commande d'attitude, par la diversité et la complexité des disciplines de l'ingénierie qu'il met en œuvre, est  une discipline à part entière pratiquée par quelques spécialistes travaillant chez les acteurs majeurs du domaine spatial ou dans des milieux universitaires. Ce domaine fait appel à la mécanique, la physique, l'automatique et aux mathématiques (algèbre principalement).

## Exemples de mise en œuvre

### James Webb
Parmi tous les engins spatiaux, les télescopes spatiaux font partie de ceux dont les exigences sont les plus fortes dans le domaine de la commande d'attitude. Ils ont besoin de pouvoir pointer leur optique avec une précision très élevée. Les temps d'exposition très longs (éventuellement plusieurs heures) nécessitent de maintenir ce pointage sur de longues périodes. Pour le télescope James Webb (JWST), opérationnel depuis 2022, la précision du pointage est supérieure à 0,10 seconde d'arc, la stabilité de pointage est de 6,7 millisecondes d'arc sur une période de 10000 secondes (objet observé « fixe ») ou de 1 000 secondes (objet « mouvant », c'est-à-dire dans le Système solaire). Pour suivre un objet mouvant, le télescope peut modifier son pointage à une vitesse maximale de 30 millisecondes d'arc par seconde.
Le système de commande d'attitude du JWST utilise des capteurs solaires, des viseurs d'étoiles et des gyromètres pour déterminer l'orientation et les mouvements de rotation du télescope spatial. Les roues de réaction sont utilisées pour corriger et maintenir l'orientation. Les viseurs d'étoiles sont utilisés pour permettre un premier pointage grossier (précision de 8 secondes d'arc). Les deux capteurs de ce type ont un champ de vue de 16° et ont un détecteur de 512 × 512 pixels. Leur axe de visée fait un angle de 45° avec celui de l'optique du télescope et entre eux. Pour déterminer l'orientation du télescope spatial, ils repèrent les étoiles d'une magnitude supérieure à 6 qu'ils comparent à un catalogue d'étoiles stocké en mémoire. Une fois ce premier pointage effectué, l'instrument de pointage fin (FGS), qui utilise l'optique du télescope, prend le relais pour l'affiner puis le maintenir. Le FGS, utilisant comme repère une étoile guide unique pour atteindre la précision de pointage de 0,1 seconde d'arc. Le FGS transmet toutes les 64 millisecondes la position de l'étoile guide au système de commande d'attitude qui utilise les roues de réaction pour réduire les écarts éventuels. Les mouvements de rotation destinés à pointer l'optique (changement de cible ou suivi d'objets mobiles) se font à vitesse réduite pour limiter les mouvements des ergols dans les réservoirs générateurs de vibrations qui peuvent durer jusqu'à 20 minutes. Le JWST dispose de huit petitmoteurs-fusées pour désaturer les roues de réaction. Les capteurs solaires sont utilisés durant le déploiement du télescope spatial et lorsque celui-ci se retrouve en mode survie.